# Phare du port des Saintes
Le phare du port des Saintes est un phare construit sur l'île de Terre-de-Haut dans l'archipel de Guadeloupe, formant avec Terre-de-Bas et d'autres îlets, les îles des Saintes, au sud de Basse-Terre et à l'ouest de Marie-Galante.
Il balise l’anse du Bourg, débarcadère de Terre-de-Haut.

## Historique
C'est Christophe Colomb qui a baptisé ces îles Los Santos en l'honneur de la Toussaint car il découvrit l'archipel au début du mois de novembre 1493.

## Phare actuel
Le phare est constitué d'une petite tour carrée peinte en blanc, surmontée d'un feu et située devant l'embarcadère.